# Marije Vogelzang

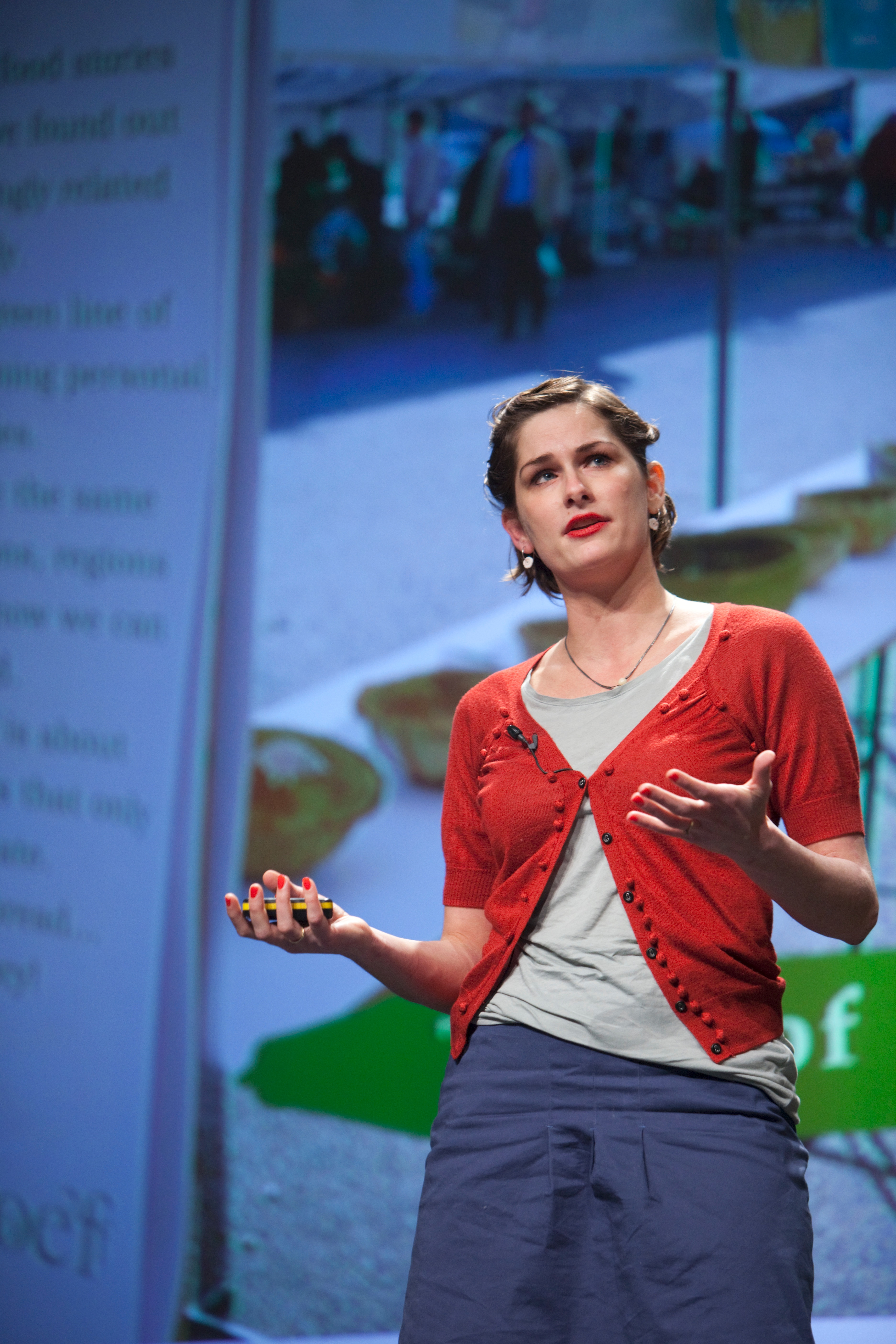
Marije Vogelzang bij PopTech 2009 in Camden (Verenigde Staten)

Marije Vogelzang (Enschede, 1978) is een Nederlandse ontwerper.

## Carrière
Na haar afstuderen aan de Design Academy Eindhoven in 2000 werkte ze voor Hella Jongerius' studio. In 2004 begon ze restaurant-studio "Proef" in Rotterdam, samen met Piet Hekker. In 2005 kwam er een tweede "Proef" in Amsterdam. Vogelzang focust zich op gewoonten en rituelen met betrekking tot voedsel. Ze werkt regelmatig als ontwerper en consultant voor organisaties en voor de voedselindustrie. In 2014 werd ze hoofd van de nieuwe Food-Non-Food-afdeling aan de Design Academy Eindhoven. In 2016 initieerde ze het Dutch Institute Of Food&Design. Vogelzang houdt zich met voedsel bezig omdat het volgens eigen zeggen de essentie van leven is. Ze ontwerpt geen gerechten maar eetervaringen; het opeten, delen, vervoeren, klaarmaken en het laten groeien van eten. Daarom noemt zij zichzelf een "eetontwerper". Voedsel is volgens haar de grootste industrie op aarde.

## Portfolio (selectie)
- White Funeral (1999)
- Black Confetti (2005)

Vogelzang nam recepten uit de hongerwinter en serveerde kleine porties hiervan als een rantsoen. Bij bezoekers die de hongerwinter hadden meegemaakt, kwamen door het eten van dit voedsel na meer dan 65 jaar weer herinneringen boven uit de oorlogstijd.
- Sharing Dinner (2005)

Vogelzang werd gevraagd een kerstdiner te verzorgen. Ze nam een tafelkleed en plaatste het niet op tafel, maar hing het in de lucht. Door spleten te maken waardoor mensen hun hoofd konden steken, werden de eters fysiek met elkaar verbonden. Verder zagen ze ook elkaars kleren niet, wat tot een gevoel van verbondenheid leidde. Het voedsel stimuleerde delen en uitwisselen; de ene persoon kreeg bijvoorbeeld twee meloenpartjes en de ander ham.
- Cuddly sausage (2005)
- Hamman (2007)
- Sharing Dinner (2007)
- Bits and Bytes (2009)
- Eat Love Budapest (2011)

In dit project liet Vogelzang zigeunervrouwen anderen voeden, terwijl ze daarbij hun levensverhaal vertelden. Haar doel was om de Hongaren meer begrip te laten opbrengen voor deze minderheidsgroep. Bij deze installatie was de tafel verheven. Onder het tafelkleed zaten de mensen die gevoed werden, alsof ze in een tent zaten. Degene die voedde en degene die gevoed werd konden elkaar niet zien.
- Eat Shit (2015)
- Volumes (2017)

In dit project gebruikte Vogelzang oneetbare objecten om het volume van een maaltijd te vergroten. Hierdoor hebben mensen minder de neiging zich te overeten.